# Nesydrion diaphanum
Nesydrion diaphanum är en insektsart som beskrevs av Gerstaecker 1885. Nesydrion diaphanum ingår i släktet Nesydrion och familjen Nymphidae. Inga underarter finns listade i Catalogue of Life.